# Павікен
Озеро та його околиці утворюють природний заповідник, який більше населений птахами, ніж будь-який інший заповідник багато де у світі. У 1994 р. Заповідник був визначений територією Natura 2000.
У весняно-осінній період озеро є перехресним місцеи для перелітних птахів, в цьому районі було виявлено 240 видів. Озеро також пропонує риболовлю головним чином для окуня та щуки.

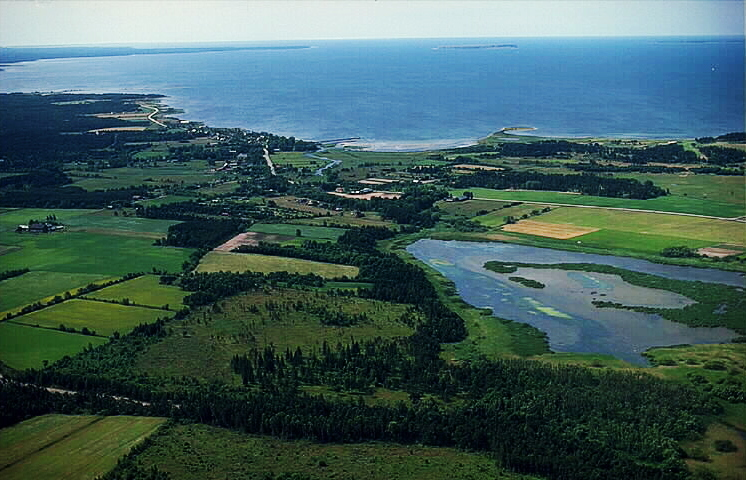
Озера з видом зверзу

В епоху вікінгів Павікен був захищеним затокою та бухтою, з'єднаним з Балтійським морем вузькою протокою. Це утворило природну гавань, яка мала безліч причалів. Вони були побудовані впродовж восьмого століття і використовувалися близько 300 років, поки гавань не стала надто мілкою.
Згодом гавань та комерційна діяльність були перенесені в сусідню гавань Вестергарна. На початку 1960-х років у цьому районі велись археологічні дослідження які виявили залишки портових споруд, будівель та могильників.